# Societat Estatal de Participacions Industrials
La Societat Estatal de Participacions Industrials (o SEPI, del castellà Sociedad Estatal de Participaciones Industriales) és una entitat espanyola de dret públic, adscrita al Ministeri d'Hisenda i Administracions Públiques, que agrupa empreses públiques industrials. Amb participació directa i majoritària en 16 empreses i indirecta i minoritària en més d'un centenar més.
Va ser creada el 1995, per Reial Decret Llei 5/1995, de 16 de juny, posteriorment aprovat com Llei 5/1996, de 10 de gener de 1996, de Creació de determinades Entitats de Dret Públic. Incorporà el TENEO i, més endavant (1997), les d'Agència Industrial de l'Estat. La seva creació es va dur a terme per gestionar les participacions industrials de titularitat pública procedents dels antics organismes Instituto Nacional de Industria (i TENEO) i Instituto Nacional de Hidrocarburos.
A gener de 2016, les empreses sota control parcial o total eren les següents:
- amb participació majoritària: Agència EFE, Alimentos y Aceites, CETARSA, Corporació RTVE, DEFEX, ENSA, Grup COFIVACASA, Grup Correos, Grup ENUSA, Grup Mercasa, Grup Navantia, Grup SEPIDES, Grup TRAGSA, Hipòdrom de la Zarzuela, IZAR Construcciones Navales en Liquidación, MAYASA i SAECA.
- amb participació minoritària: Airbus Group, NV - ALESTIS AEROSPACE, Enagás, ENRESA, Hispasat, INDRA, International Airlines Group, Red Eléctrica de España, Sociedad Estatal España, Expansión Exterior
- adscrites: ens RTVE
- fundació: Fundació SEPI

En el passat la SEPI va tenir control d'empreses com Repsol, Endesa, Telefónica, etc. que van ser privatitzades en pocs anys, majoritàriament sota els governs del Partido Popular i també sota els del PSOE.